# Arnoldstein
Arnoldstein (slovenska: Podklošter, italienska: Oristagno) är en köpingskommun i förbundslandet Kärnten i Österrike. Kommunen har 7 143 invånare (2024). Arnoldstein gränsar i söder till Italien och Slovenien (vid Wurzenpasset).
Kommunen består av 21 orter (Ortschaften) (inom parentes invånarantal 1 januari 2024):

- Agoritschach (57)
- Arnoldstein (2 053)
- Erlendorf (428)
- Gailitz (982)
- Greuth (15)
- Hart (309)
- Krainberg (4)
- Krainegg (4)
- Lind (112)
- Maglern (285)
- Neuhaus an der Gail (318)
- Oberthörl (57)
- Pessendellach (59)
- Pöckau (715)
- Radendorf (198)
- Riegersdorf (516)
- Seltschach (383)
- St. Leonhard bei Siebenbrünn (309)
- Thörl-Maglern-Greuth (9)
- Tschau (94)
- Unterthörl (236)